# La Sirène de Venise
Pour plus de détails, voir Fiche technique et Distribution.
La Sirène de Venise (Venus of Venice) est un film américain réalisé par Marshall Neilan et sorti en 1927.

## Fiche technique
- Titre original : Venus of Venice
- Réalisation : Marshall Neilan
- Scénario : Wallace Smith
- Titres : George Marion, Jr.
- Producteurs : Constance Talmadge, Joseph Schenck
- Genre : Comédie romantique[1]
- Photographie : George Barnes
- Production : First National Pictures
- Durée : 7 bobines
- Date de sortie :
  - États-Unis : 20 mars 1927

## Distribution

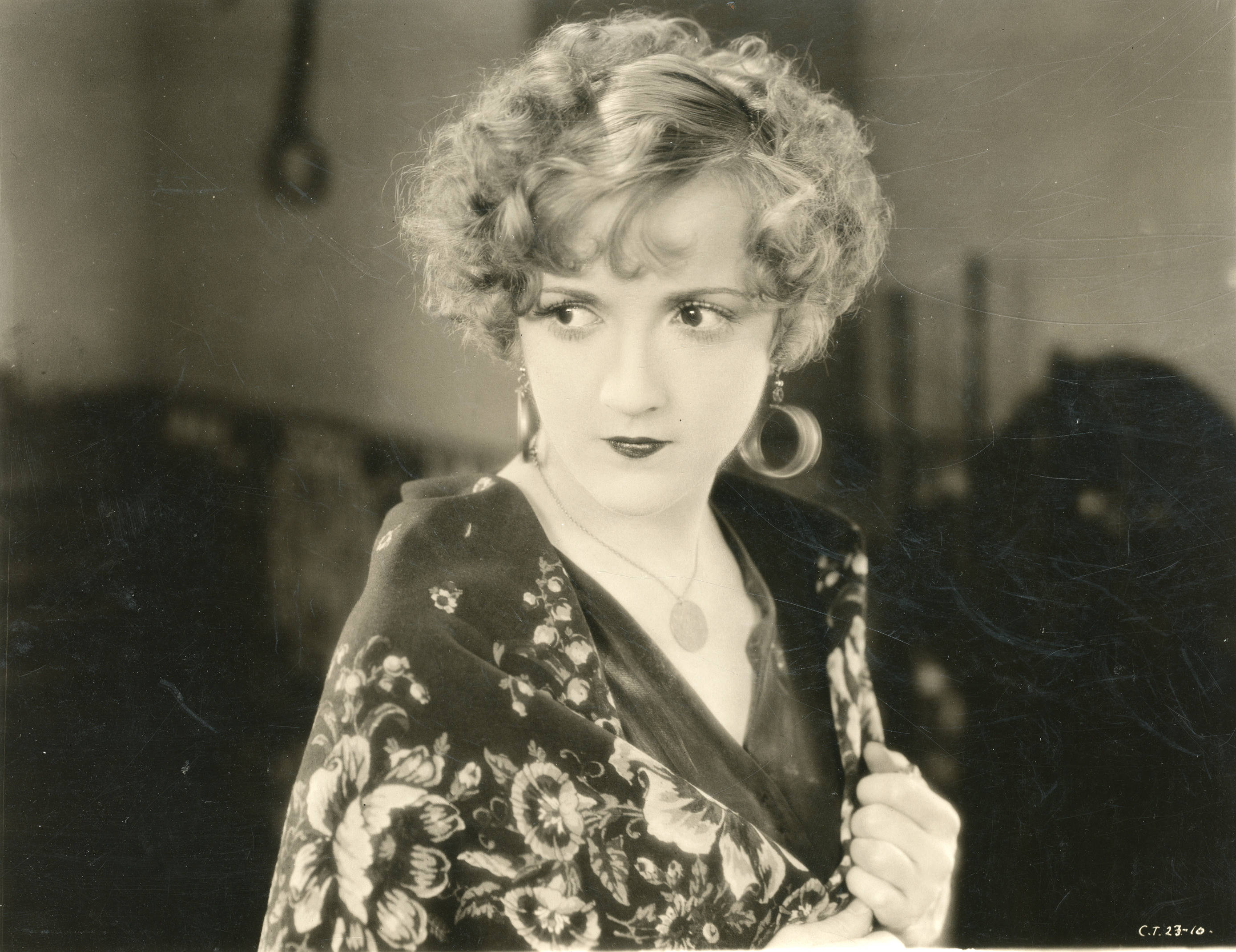
Constance Talmadge, actrice et co-productrice du film.

- Constance Talmadge : Carlotta
- Antonio Moreno : Kenneth
- Julanne Johnston : Jean
- Edward Martindel : le journaliste
- Michael Vavitch : Marco
- Arthur Thalasso : Ludvico
- Andre Lanoy : Giuseppe
- Carmelita Geraghty : Bride
- Mario Carillo : Bridegroom
- Tom Ricketts : Bride's father
- Hedda Hopper : Jean's mother